# Jardin méditerranéen du Mas de la Serre
Le Jardin méditerranéen du Mas de la Serre est un ancien centre d'écologie terrestre qui fait partie du patrimoine du Laboratoire Arago.

## Historique
Lors de sa fondation en 1957 par le professeur Georges Petit, qui était à cette époque le directeur du Laboratoire Arago de Banyuls-sur-Mer, le Centre d’Écologie Terrestre Méditerranéen, connu plus familièrement sous le nom "Mas de la Serre", était destiné à l'enseignement supérieure et à la recherche dans le domaine de l'écologie terrestre. En 2008, le Laboratoire Arago ferma les portes du jardin, à la suite des dernières activités de recherches, pour le rouvrir en 2010. Désormais, cet ancien centre d'écologie terrestre est ouvert au public et présente la biodiversité des Pyrénées-Orientales. 

## Le jardin aujourd'hui
Depuis juin 2010, ce jardin méditerranéen est ouvert au grand public avec des accès réaménagés pour les personnes à mobilité réduite. Le parc s'étale sur 3ha et une succession de milieux reconstitués permet aux visiteurs de découvrir un condensé de l'exceptionnelle diversité des PO depuis les hauts sommets montagneux jusqu'aux dunes sableuses du littoral. Une salle de conférence et une exposition permanente existent aussi.
On peut découvrir :
- les terrasses avec ses plantes du monde entier ;
- une oliveraie avec ses expériences en cours sur l'évolution comportementale des fourmis ;
- une prairie de Brachypodes ;
- une station météorologique sur place depuis 1957 ;
- un laboratoire public ;
- une salle d'exposition sur la biodiversité ;
- une forêt ;

## Informations pratiques
Le jardin est fermé au public de début octobre à début avril.